# شش‌لول (فیلم)
شش‌لول یا هفت‌تیر (انگلیسی: Six Shooter) فیلمی به کارگردانی مارتین مک‌دونا است که در سال ۲۰۰۴ منتشر شد. از بازیگران آن می‌توان به برندن گلیسون اشاره کرد.